# Uthuruboduveli
Uthuruboduveli ist eine winzige Insel des Mulaku-Atolls (Meemu Atolhu) im Süden des Inselstaates Malediven in der Lakkadivensee des Indischen Ozeans. Sie hat eine Fläche von 4,3 ha.

## Geographie
Die Insel liegt im Ostsaum des Atolls, südlich von Raiymandhoo und Madifushi. Das Inselchen (Motu) gehört zu einer Reihe von kleinen Sandbänken mit Uthurugaseveli, Erruhhuraa und Hurasveli. Die nächste größere Insel im Süden ist Veyvah.